# Ильин, Владимир Николаевич (кардиохирург)
Владимир Николаевич Ильин (род. 12 ноября 1945, Москва, СССР) — советский и российский врач; ведущий российский детский кардиохирург, профессор, доктор медицинских наук. Руководитель отделения кардиохирургии и интенсивной терапии детской больницы № 13 имени Н. Ф. Филатова (г. Москва).

## Биография
Высшее образование В. Н. Ильин получил во Втором Московском Государственном медицинском институте им. Н. И. Пирогова. По окончании института Ильин был принят на работу в Институт сердечно-сосудистой хирургии им. А. Н. Бакулева АМН СССР, где прошел обучение в клинической ординатуре и аспирантуре.
В своей научной и практической деятельности является учеником академика В. И. Бураковского.
В 1979 году защитил кандидатскую диссертацию по специальности «Сердечно-сосудистая хирургия» на тему: «Комбинированный метод глубокой гипотермии для коррекции пороков сердца у детей раннего возраста».
В 1993 году им была защищена докторская диссертация на тему: «Хирургическое лечение детей первых лет жизни с тетрадой Фалло».
С 1990 года по сентябрь 2006 он возглавлял Отделение экстренной кардиохирургии новорожденных и детей 1-го года жизни НЦССХ им. А. Н. Бакулева РАМН. За годы работы в Центре им было выполнено более 2000 операций на сердце новорожденным и детям раннего возраста, в том числе более 1000 операций на «открытом сердце».
С января 2008 года — руководитель нового Отделения кардиохирургии и интенсивной терапии ДГКБ им. Н. Ф. Филатова (г. Москва).

## Исследовательско-научная деятельность
Исследовательская деятельность В. Н. Ильина посвящена разработке наиболее актуальных направлений детской кардиохирургии. Им внесен большой вклад в разработку современных методов:
- искусственного кровообращения при кардиохирургических вмешательствах у новорожденных и младенцев;
- хирургической коррекции наиболее сложных врожденных пороков сердца у маленьких детей (транспозиции магистральных артерий, тетрады Фалло, множественных — дефектов межжелудочковой перегородки, двойного отхождения магистральных артерий от правого желудочка и др.);
- послеоперационной интенсивной терапии.

Профессор Ильин является автором более 240 научных работ, 22 из которых опубликованы в зарубежной печати. 

В. Н. Ильин является членом ряда российских и зарубежных медицинских сообществ:
- Российской Ассоциации сердечно-сосудистых хирургов;
- Ассоциации детских кардиологов России;
- Европейской Ассоциации кардио-торакальных хирургов;
- Европейской Ассоциации Детских кардиохирургов;
- Всемирного Общества детской и врожденной кардиохирургии.